# Collegio uninominale Lombardia - 08 (2020)
Il collegio elettorale uninominale Lombardia - 08 è un collegio elettorale uninominale della Repubblica Italiana per l'elezione del Senato della Repubblica.

## Territorio
Come previsto dalla legge n. 51 del 27 maggio 2019, il collegio è stato definito tramite decreto legislativo all'interno della circoscrizione Lombardia.
È formato dal territorio di 149 comuni della provincia di Brescia: Adro, Agnosine, Anfo, Angolo Terme, Artogne, Azzano Mella, Bagolino, Barghe, Berlingo, Berzo Demo, Berzo Inferiore, Bienno, Bione, Borgosatollo, Borno, Botticino, Bovegno, Bovezzo, Brandico, Braone, Breno, Brescia, Brione, Caino, Capo di Ponte, Capovalle, Capriano del Colle, Capriolo, Castegnato, Castel Mella, Castenedolo, Casto, Cazzago San Martino, Cedegolo, Cellatica, Cerveno, Ceto, Cevo, Cimbergo, Cividate Camuno, Collebeato, Collio, Concesio, Corte Franca, Corteno Golgi, Darfo Boario Terme, Dello, Edolo, Erbusco, Esine, Flero, Gardone Riviera, Gardone Val Trompia, Gargnano, Gavardo, Gianico, Gussago, Idro, Incudine, Irma, Iseo, Lavenone, Limone sul Garda, Lodrino, Lograto, Longhena, Losine, Lozio, Lumezzane, Maclodio, Magasa, Mairano, Malegno, Malonno, Manerba del Garda, Marcheno, Marmentino, Marone, Mazzano, Moniga del Garda, Monno, Monte Isola, Monticelli Brusati, Montirone, Mura, Muscoline, Nave, Niardo, Nuvolento, Nuvolera, Odolo, Ome, Ono San Pietro, Ospitaletto, Ossimo, Paderno Franciacorta, Paisco Loveno, Paitone, Paratico, Paspardo, Passirano, Pertica Alta, Pertica Bassa, Pezzaze, Pian Camuno, Piancogno, Pisogne, Polaveno, Polpenazze del Garda, Poncarale, Ponte di Legno, Preseglie, Prevalle, Provaglio d'Iseo, Provaglio Val Sabbia, Puegnago del Garda, Rezzato, Rodengo Saiano, Roè Volciano, Roncadelle, Sabbio Chiese, Sale Marasino, Salò, San Felice del Benaco, San Zeno Naviglio, Sarezzo, Saviore dell'Adamello, Sellero, Serle, Soiano del Lago, Sonico, Sulzano, Tavernole sul Mella, Temù, Tignale, Torbole Casaglia, Toscolano Maderno, Travagliato, Tremosine sul Garda, Treviso Bresciano, Vallio Terme, Valvestino, Vestone, Vezza d'Oglio, Villa Carcina, Villanuova sul Clisi, Vione, Vobarno e Zone.
Il collegio è parte del collegio plurinominale Lombardia - 03.

## Eletti
| Elezione | Elezione | Deputato         | Partito |
| -------- | -------- | ---------------- | ------- |
|          | 2022     | Stefano Borghesi | Lega    |

## Dati elettorali

### XIX legislatura
Come previsto dalla legge elettorale, 74 senatori sono eletti con sistema a maggioranza relativa in altrettanti collegi uninominali a turno unico.
| Candidati                                 | Candidati                  | Voti    | %     | Liste                          | Voti    | %     |
| ----------------------------------------- | -------------------------- | ------- | ----- | ------------------------------ | ------- | ----- |
|                                           | Stefano Borghesi ✔️ Eletto | 244 312 | 54,66 | Fratelli d'Italia              | 135 879 | 30,40 |
| Lega per Salvini Premier                  | Stefano Borghesi ✔️ Eletto | 244 312 | 54,66 | 71 049                         | 15,90   |       |
| Forza Italia                              | Stefano Borghesi ✔️ Eletto | 244 312 | 54,66 | 33 883                         | 7,58    |       |
| Noi moderati/Lupi - Toti - Brugnaro - UDC | Stefano Borghesi ✔️ Eletto | 244 312 | 54,66 | 3 501                          | 0,78    |       |
|                                           | Rosa Vitale                | 109 564 | 24,51 | Partito Democratico-IDP        | 79 534  | 17,79 |
| Alleanza Verdi e Sinistra                 | Rosa Vitale                | 109 564 | 24,51 | 15 234                         | 3,41    |       |
| +Europa                                   | Rosa Vitale                | 109 564 | 24,51 | 13 443                         | 3,01    |       |
| Impegno Civico - Centro Democratico       | Rosa Vitale                | 109 564 | 24,51 | 1 353                          | 0,30    |       |
|                                           | Riccardo Canini            | 44 389  | 9,93  | Azione - Italia Viva - Calenda | 44 389  | 9,93  |
|                                           | Anna Maria Bonettini       | 27 425  | 6,14  | Movimento 5 Stelle             | 27 425  | 6,14  |
|                                           | Eros Lodi                  | 7 308   | 1,64  | Italexit                       | 7 308   | 1,64  |
|                                           | Dario Filippini            | 4 869   | 1,09  | Unione Popolare                | 4 869   | 1,09  |
|                                           | Vincenzo Delillo           | 4 758   | 1,06  | Italia Sovrana e Popolare      | 4 758   | 1,06  |
|                                           | Lorena Polonini            | 3 779   | 0,85  | Vita                           | 3 779   | 0,85  |
|                                           | Giuseppe Costanzo          | 567     | 0,13  | Noi di Centro – Europeisti     | 567     | 0,13  |
| Totale                                    | Totale                     | 446 971 | 100   |                                | 446 971 | 100   |
|                                           |                            |         |       |                                |         |       |
| Voti non validi                           | Voti non validi            | 18 209  | 3,91  |                                |         |       |
| Votanti                                   | Votanti                    | 465 180 | 73,74 |                                |         |       |
| Elettori                                  | Elettori                   | 630 826 |       |                                |         |       |